# Bohumil Kubát
Bohumil Kubát est un lutteur tchécoslovaque né le 14 février 1935 à Česká Třebová et mort le 12 mai 2016.
Il est médaillé de bronze en lutte gréco-romaine en catégorie des plus de 87 kg aux Jeux olympiques d'été de 1960. Il termine aussi quatrième en lutte libre dans la catégorie des plus de 97 kg aux Jeux olympiques d'été de 1964.